# Drosed w Toruniu
Drosed w Toruniu (wcześniej: Pomorskie Zakłady Jajczarsko-Drobiarskie, Poldrob) – zakład należący do branży drobiarskiej z siedzibą w Toruniu działający w latach 1951–2008.

## Historia
Pomorskie Zakłady Jajczarsko-Drobiarskie powstały w 1951 roku na miejscu pruskiego schronu batalionu piechoty. Zakład składał się z budynków produkcyjnych, magazynowych i pomocniczych. W okresie Polski Ludowej był to jeden z największych zakładów drobiarskich w kraju. Po 1989 roku zakład poddano przekształceniom. W latach 90. zakład nosił nazwę Poldrob. Pod koniec lat 90. zakład kupiło przedsiębiorstwo spożywcze Drosed.
Jako Drosed firma przeniosła się do nowoczesnego zakładu przy ul. Poznańskiej 290/292. 29 stycznia 2008 roku w wyniku rzucenia niedopałka papieru w magazynie kartonów wybuchł pożar. Ogień rozprzestrzenił się na halę produkcyjną. Podczas pożaru runął dach i część ścian budynku. Początkowo firma Drosed planowała odbudować zakład, jednak po pojawieniu się szczytu kryzysu finansowego firma zweryfikowała swoje plany rozwojowe i zrezygnowała z odbudowy zakładu.
W 2008 roku, w chwili zamknięcia przedsiębiorstwa liczba jego pracowników wynosiła 244 osoby.
Na miejscu dawnych zakładów powstało osiedle Leśny Zakątek.